# Willem Verhulst
Willem Verhulst of van Hulst (?) was een van de grondleggers van de stad New York in zijn functie als tweede directeur van Nieuw-Nederland. Over zijn leven is betrekkelijk weinig bekend. Na een jaar moest hij de kolonie verlaten vanwege onbehoorlijk gedrag.
De commies Verhulst was in juni 1625 tot opvolger van Cornelius Jacobsz Mey benoemd. Hij werd samen met zijn vrouw en honderd immigranten en honderd stuks vee uitgezonden door de West-Indische Compagnie. Verhulst moest samen met de ziekenbroeder Sebastiaen Jansz. Krul en Pierre Minuit als vrijwilliger toezicht houden op de gang van zaken in de nieuwe kolonie.
In juli 1625 keurde Verhulst het besluit goed om een versterkte handelspost te bouwen aan de zuidflank van het eiland Manhattan. Deze kleine nederzetting, Nieuw-Amsterdam genoemd, was de eerste permanente Europese nederzetting in het gebied en groeide later uit tot de stad New York.
Verhulst kreeg instructies van de bestuurders van de WIC om de kolonisten te concentreren op Manhattan Eiland. Verhulst kreeg ook instructies voor de aankoop van Manhattan van de Indianen, hetgeen in 1626 door Minuit daadwerkelijk werd uitgevoerd. Uitdrukkelijk moesten de indianen worden gecompenseerd, zodat er geen rechten zouden ontstaan. Hij mocht geen geweld gebruiken.
Er zijn zes bouwerijen in cultuur gebracht door de veelal Waalse immigranten om de kolonie van voedsel te voorzien. De meest noordelijke bouwerij mocht de commies voor eigen gebruik aanwenden. Bij loting werden de twintig beste paarden en koeien verdeeld. (Na aankomst waren al vrij snel twintig beesten gestorven, die of iets verkeerds hadden gegeten of zich te vol gevreten hadden.)
De compagnie was mogelijk vooral op zoek naar mineralen, diamanten, parels en edelmetalen, etc. Als iemand wat vond moest hij het naar Verhulst brengen.
Verhulst werd in mei 1626 als directeur opgevolgd door Peter Minuit. Mogelijk pleegde Minuit een soort van coup toen Verhulst niet langer de autoriteit van zijn opdrachtgevers accepteerde en dreigde over te lopen naar de Engelsen of Fransen.  Er werd een proces tegen hem en zijn vrouw aangespannen en Verhulst zou voor eeuwig worden verbannen. Op 4 november kwam het schip aan. Verhulst is op 23 september teruggestuurd. De passagiers werden bij aankomst allen ondervraagd over de toestand in en voortgang van de kolonie.